# 珍納·戴辛
珍納·戴辛（英語：Jenah Doucette，1988年—），美國模特兒。她是《全美超級模特兒新秀大賽》第九季的季軍。

## 全美超級模特兒新秀大賽
從第三集首名入圍開始，珍納就時常受到評審們的稱讚，尤其是徐姿（Twiggy），說她的照片都非常高級時尚。但是出國後，珍納因為想家而表現開始不佳，後來泰雅以及尼祖覺得珍納態度大有問題。珍納試著為自己辨白，認為自己不說一些討人喜歡的話也不表示自己很壞；但是泰雅仍然將珍納送回家。
有觀眾質疑泰雅是為了讓照片比不上珍納的絲麗莎奪冠而故意將珍納送走，在許多討論區都有類似的聲音。

## 比賽經歷
珍納在比賽中兩次首名入圍，也勝出兩次小挑戰。
| Orders |
| 3/13   |
| 5/13   |
| 1/12   |
| 1/11   |
| 5/10   |
| 2/9    |
| 6/8    |
| 2/7    |
| 4/6    |
| 4/5    |
| 3/4    |
| 2/3    |
| 1/2    |

## 賽後發展
珍納現已簽約 Djamee Model Management，是一間開辦約一年的新模特兒公司。
| 前任： 韻妮·奧唯 | 全美超模新秀季軍 第九季 | 繼任： 費天曼·西亞德 |